# Ovídio
Públio Ovídio Nasão (em latim: Publius Ovidius Naso), conhecido como Ovídio em português, (Sulmona, 20 de março de 43 a.C. — Tômis, 17 ou 18 d.C.) foi um poeta romano conhecido principalmente como o autor de Heroides, Amores, e Ars Amatoria, três grandes coleções de poesia erótica, Metamorfoses, um poema hexâmetro mitológico, Fastos, sobre o calendário romano, e Tristia e Epistulae ex Ponto, duas coletâneas de poemas escritos no exílio no mar Negro.
Foi também o autor de várias peças menores, Remedia Amoris, Medicamina Faciei Femineae, e Íbis, um longo poema sobre maldição. Também é autor de uma tragédia perdida, Medeia. É considerado um mestre do dístico elegíaco e é tradicionalmente colocado ao lado de Virgílio e Horácio como um dos três poetas canônicos da literatura latina. O estudioso Quintiliano considerava-o o último dos elegistas amorosos latinos canônicos. Sua poesia, muito imitada durante a Antiguidade tardia e a Idade Média, influenciou decisivamente a arte e a literatura europeias, particularmente Dante, Shakespeare e Milton, e permanece como uma das fontes mais importantes de mitologia clássica. Seu estilo tem caráter jocoso e inteiramente pessoal — às vezes o eu-lírico de seus poemas são o próprio Ovídio.
Escreveu sobre amor, sedução, exílio e mitologia. Estudou retórica com grandes mestres de Roma e viajou para Atenas e Ásia exercendo funções públicas com o objetivo de tornar-se um Cícero, mas, para desgosto do pai, resolveu dedicar sua vida à poesia.
O dístico elegíaco é a métrica mais comum em seus poemas: os Amores  — Ars Amatoria, Remedia Amoris  — são longos poemas didáticos; os Fastos, sobre festivais romanos; o Medicamina Faciei Femineae, sobre cosméticos para mulheres; cartas fictícias escritas por heroínas mitológicas permeiam o enredo das Heroides; e todas suas obras restantes são escritas no exílio e sobre o exílio (Tristia, Epistulae ex Ponto, e Íbis).
Os dois fragmentos restantes da tragédia Medeia  estão escritos em triâmetro iâmbico e anapesto, respectivamente; as famosas Metamorfoses estão escritas em hexâmetro dactílico, e são conhecidas como "métrica épica" a exemplo da Eneida de Virgílio e da Ilíada e Odisseia de Homero.
Vivia uma vida boêmia, sendo admirado por toda a Roma antiga como um grande poeta. No ano 8 d.C. foi banido de Roma pelo imperador Augusto. Não é sabida a causa do banimento, mas muito provavelmente o seu envolvimento num escândalo com Júlia, a neta do imperador, e o facto provável deste ter achado imoral seus conselhos em Ars Amatoria deve ter contribuído para o acontecimento. Antes de morrer, preparava aquela que seria sua última obra, Haliêutica, sobre a arte da pesca; Caio Plínio Segundo acreditava que este era mais um ato de diversão de Ovídio, que não tinha qualquer interesse pelo tema tratado. Ovídio faleceu no ano 17 em Tômis (atual Constança na Romênia). Atualmente o país considera Ovídio o primeiro poeta romeno.

## Vida

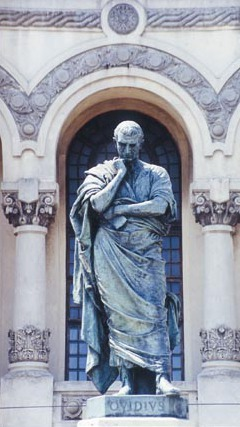
Estátua de Ovídio em Constança, a cidade onde morreu

Ovídio fala mais sobre sua própria vida do que a maioria dos outros poetas romanos. Informações sobre a biografia dele são extraídas principalmente da sua poesia, especialmente Tristia 4.10, que dá um longo relato autobiográfico de sua vida. Outras fontes incluem Sêneca e Quintiliano.

### Nascimento, primeiros anos e casamento
Ovídio nasceu em Sulmona, num vale nos Apeninos, a leste de Roma, numa importante família da classe eques, em 20 de março de 43 a.C., um ano significativo na política romana. Foi educado em Roma em retórica pelos professores Arélio Fusco e Pórcio Latrão com seu irmão, que destacou-se na oratória.
Seu pai queria que ele estudasse retórica para atuar na área jurídica. De acordo com a Sêneca, o Velho, Ovídio tendia para o emocional em vez do polo argumentativo da retórica. Após a morte de seu irmão de 20 anos de idade, Ovídio desistiu do direito e começou a viajar para Atenas, Ásia Menor e Sicília. Ocupou cargos públicos menores, como em trésviros capitais e em decênviros julgadores de processos, mas renunciou para prosseguir na poesia provavelmente por volta de 29-25 a.C., uma decisão que seu pai, aparentemente, reprovou. Sua primeira recitação ocorreu por volta de 25 a.C., quando tinha dezoito anos. Ele fazia parte do círculo centrado em torno do patrono Marco Valério Messala Corvino, mas parece ter sido amigo de poetas no círculo de Mecenas. Em Trist. 4.10.41-54, Ovídio menciona amizades com Macer, Propércio, Horácio, e Basso (ele apenas mal conhecia Virgílio e Tíbulo, um outro membro do círculo de Messala, cuja elegias admirava muito). Casou-se três vezes e divorciou-se duas vezes por volta dos seus trinta anos, mas somente um casamento resultou-lhe em descendentes - uma filha que lhe deu netos. Sua última esposa foi parte da influente gente Sulpícia e iria ajudá-lo durante seu exílio em Tômis.

### Sucesso literário
Os primeiros 25 anos de carreira literária de Ovídio foram gastos principalmente escrevendo poesia em métrica elegíaca com temas eróticos. A cronologia destes primeiros trabalhos não é segura, no entanto, datas estimadas foram estabelecidas pelos estudiosos. Julga-se que seu primeiro trabalho ainda sobrevivente é Heroides, cartas de heroínas mitológicas para seus amantes ausentes, o qual pode ter sido publicado em 19 a.C., embora a data seja incerta, pois depende de uma informação de Am. 2.18.19-26, que parece descrever a coleção como uma das primeiras obras publicadas.
A autenticidade de vários desses poemas foi contestada, mas esta primeira edição provavelmente continha os primeiros 14 poemas da coleção. A primeira coleção de cinco livros de Amores, uma série de poemas eróticos dirigida a uma amante, Corina, possivelmente foi publicada em 16-15 a.C. A versão que ainda existe redigida em três livros de acordo com um epigrama prefixo do primeiro livro é estimada ter sido publicada por volta de 8 a 3 a.C. Entre as publicações das duas edições de Amores pode ser datada a estreia de sua tragédia Medeia, que era admirada na antiguidade mas hoje já não existe. O próximo poema de Ovídio, Medicamina Faciei, um trabalho fragmentado sobre tratamentos de beleza feminina precedeu Ars Amatoria, a Arte do Amor, uma paródia da poesia didática e um manual de três livros sobre sedução e intriga, que foi datado de 2 d.C. Ovídio pode identificar este trabalho em sua poesia de exílio como Carmen, ou canção, que foi uma causa de seu banimento. Ars Amatoria foi seguida pelo Remedia Amoris no mesmo ano. Esta coleção de poesia elegíaca e erótica deu a Ovídio um lugar entre os principais elegistas romanos, Cornélio Galo, Tibulo e Propércio, do qual ele próprio se via como o quarto membro.

## Obras
- Amores
- Heroides

Edição de 1643 de Metamorphoses'

- Consolatio ad Liviam sive Epicedion Drusi
- Medicamina Faciei Femineae
- Ars Amatoria
- Remedia Amoris
- Medeia[15]
- Fastos
- Metamorfoses
- Íbis[16]
- Tristia
- Epistulae ex Ponto
- Halieutica[17]
- Nux[18]